# 진주 용강서당
진주 용강서당(晉州 龍江書堂)은 대한민국 경상남도 진주시 지수면 압사리에 있는, 일제강점기에 동강 김우옹 선생을 추모하기 위해 세운 서원이다.
1983년 7월 20일 경상남도의 문화재자료 제64호 용강서당으로 지정되었다가, 2018년 12월 20일 현재의 명칭으로 변경되었다.

## 개요
동강 김우옹 선생을 추모하기 위해 세운 서원이다.
김우옹(1540∼1603)은 조선 명종과 선조 양대에 이조판서와 대제학, 경영관을 지냈으며, 20권의 문집과 속강목 36권을 펴내기도 하였다.
이 서당은 1902년에 지었으며, 1922년에는 '굉정각'이란 서고를 만들어 청주서원에서 보관하고 있던 선생의 문집 판각 600매를 옮겨 왔다.
서당의 전체적인 구조는 배우는 공간인 서당이 앞쪽에 있고 그 뒤로 사당과 판각을 보관하는 전각이 나란히 옆으로 배치되어 있다.
서당은 앞면 5칸·옆면 2칸 규모이며, 지붕은 옆면에서 볼 때 여덟 팔(八)자 모양인 팔작지붕으로 꾸몄다.
'정원사'라는 현판이 있는 사당은 앞면 3칸·옆면 2칸 규모로, 지붕은 팔작지붕이다.

## 참고 문헌
- 용강서당 - 국가유산청 국가유산포털